# Julius Vogel
Pour les articles homonymes, voir Vogel.
Sir Julius Vogel, né le 24 février 1835 à Londres et mort le 12 mars 1899 à Molesey dans le Surrey en Angleterre, est un homme politique, journaliste et écrivain néo-zélandais. Deux fois Premier ministre dans les années 1870, il est également la figure dominante de gouvernements dirigés par William Fox, George Waterhouse et Robert Stout. Connu principalement pour sa politique de grands emprunts et de grands travaux publics, ainsi que d'incitation à l'immigration pour le développement économique du pays, il est (avec Richard Seddon) l'une des figures politiques les plus marquantes du XIXe siècle en Nouvelle-Zélande. Il est par ailleurs le premier et le seul premier ministre juif pratiquant qu'ait connu le pays. Les historiens décrivent les années 1870 et 1880 comme étant « l'ère Vogel »,,.

## Jeunesse
Ses parents s'étant séparés lorsqu'il avait six ans, il est élevé à Londres par sa mère, une femme austère et peu affectueuse, dans un environnement prospère. Quittant l'école à quinze ans, il travaille un temps dans l'entreprise de son grand-père maternel. À l'âge de seize ans, à la suite du décès de sa mère, il entreprend des études de chimie et de métallurgie à temps partiel à la Royal School of Mines (l'école des mines). L'année suivante, toutefois, il part avec un ami participer à la ruée vers l'or dans le Victoria, en Australie. Arrivés en décembre 1852, les deux hommes tentent de se lancer dans le commerce de l'or, sans grand succès, puis tentent de vivre de la vente de médicaments aux chercheurs d'or.
En 1856, il se lance dans le journalisme. Initialement correspondant du journal Argus, il devient cette même année rédacteur en chef du Maryborough and Dunolly Advertiser. Dans ses éditoriaux, il exprime ses arguments politiques : favorable au libre-échange, hostile à la domination de la vie politique du Victoria par les grands propriétaires terriens. En 1861, la colonie du Victoria étant entrée en récession, il perd son emploi au journal. Il décide de se lancer en politique. Il est candidat aux élections législatives d'août 1861 pour l'Assemblée générale du Victoria, faisant campagne en faveur du libre-échange, mais est largement battu. Il quitte alors l'Australie, et rejoint la Nouvelle-Zélande - plus précisément Dunedin, ville en pleine croissance grâce là aussi à une ruée vers l'or. 
Arrivé à Dunedin en octobre 1861, il travaille pour l'hebdomadaire Otago Colonist, puis co-fonde en fin d'année le Otago Daily Times, le premier quotidien en Nouvelle-Zélande. Il en demeure le rédacteur en chef jusqu'en 1868, y défendant ses arguments politiques. Dans le même temps, il adapte pour le théâtre le roman à sensation Lady Audley's Secret (en), de l'écrivain populaire britannique Mary Elizabeth Braddon. Sa pièce est mise en scène en 1863.

## Carrière politique

### Débuts
Partisan d'un statut de colonie distincte pour l'île du Sud de Nouvelle-Zélande, et s'associant ainsi au mouvement des « séparatistes de l'Otago », il se présente sans succès à deux élections partielles pour la Chambre des représentants de Nouvelle-Zélande en 1863. En septembre de cette même année, toutefois, il est élu député de la circonscription de Dunedin-nord, là aussi à travers une élection partielle. En juin, il avait déjà été élu membre du Conseil provincial de l'Otago ; il siège simultanément dans les deux assemblées, locale et nationale. Élu sans étiquette, puisqu'il n'existe pas encore de partis politiques dans la colonie, il défend le libre-échange, et le séparatisme de l'île du Sud.
En novembre 1866, il prend la tête de l'exécutif provincial de l'Otago, et y devient son propre ministre des Finances. Animé par des projets ambitieux pour le développement économique de la province, il souhaite encourager la venue d'immigrés, leur vendre autant de terres que possible, et construire routes, ponts, chemins de fer, davantage d'écoles et une université. Il se heurte à un budget insuffisant, à la difficulté d'obtenir des emprunts, et à des désaccords avec le gouvernement national. Il accuse le gouvernement national de saper les ressources de l'île du Sud pour financer des guerres contre des indépendantistes maori dans l'île du Nord. L'idée d'une indépendance de l'île du Sud ayant peu d'attrait pour la population, il en vient à militer plutôt pour une autonomie budgétaire fortement accrue. 
Au niveau national, à la Chambre des représentants, il devient l'une des figures importantes de l'opposition lors de la seconde moitié des années 1860, malgré le handicap que constitue sa surdité partielle. Pour autant, il n'est « pas bon orateur ». Il apparaît comme un député agressif, faisant peu de cas des conventions du débat parlementaire, et constitue une figure clivante ; ses aînés sur les bancs de l'opposition le jugent « impétueux et sans scrupules ». 
En mars 1867, il épouse Mary Clayton, fille d'architecte (et chrétienne). Julius Vogel développe pour cette femme « vive et intelligente » une réelle « dépendan[ce] émotionnelle » ; elle influence ses idées et ses prises de position. Le couple aura quatre enfants. 
Début 1868, il est licencié de son poste de rédacteur en chef de l’Otago Daily Times ; le journal connaît des difficultés financières, et il est reproché à Vogel sa trop grande indépendance d'esprit. En avril 1869, il devient rédacteur en chef et directeur du Daily Southern Cross à Auckland, où il s'installe avec son épouse, quittant donc l'île du Sud et la politique provinciale. 

### Ministre, puis Premier ministre
En juin 1869, William Fox devient Premier ministre, et nomme Julius Vogel ministre des Finances. Bien qu'il n'en soit pas officiellement à la tête, Vogel est la figure dominante et la tête pensante du gouvernement. Fox se contente de gérer les affaires courantes, laissant Vogel prendre les décisions importantes. En réponse à un contexte de stagnation économique, Vogel applique à l'échelle nationale les politiques qu'il n'avait pas pu appliquer dans l'Otago. Avec l'accord du Parlement, il lance une politique de grands emprunts et de grandes dépenses, lançant la construction d'infrastructures de transports et de communications : routes, ponts, chemins de fer, lignes télégraphiques. Il achète en grandes quantités des terres aux Maori, pour les vendre aux colons et les faire fructifier. Il encourage une immigration (principalement britannique) à large échelle, finançant la venue des immigrés. Cette politique de relance économique est un succès, et populaire. 
Le gouvernement Fox-Vogel perd brièvement le pouvoir en septembre 1872, au profit d'Edward Stafford. Vogel n'est toutefois relégué qu'un mois sur les bancs de l'opposition. Le 11 octobre, George Waterhouse devient officiellement premier ministre, dans un gouvernement dirigé en réalité par Vogel. Bientôt « fatigué de jouer l'homme de paille pour Vogel », Waterhouse lui cède formellement la place, et Julius Vogel devient premier ministre le 8 avril 1873. En tant que premier ministre, il tente de faciliter les échanges commerciaux avec l'Australie, le Royaume-Uni et les États-Unis, au moyen d'accords, de meilleurs services de transport maritime des marchandises, et de câbles sous-marins pour faciliter les communications. Un câble sous-marin est effectivement établi avec l'Australie en 1876, raccordant la Nouvelle-Zélande au reste du monde de manière plus efficace, mais ses autres tentatives se soldent généralement par des échecs. La Nouvelle-Zélande n'a ni les ressources ni le poids diplomatique suffisant pour peser sur les négociations. 
Fervent impérialiste, il est partisan d'une fédération impériale britannique, sous la forme d'une union politique du Royaume-Uni et de ses colonies de peuplement, avec un parlement impérial partagé. Souhaitant à la fois consolider l'Empire britannique dans le Pacifique et faire de la Nouvelle-Zélande une future puissance régionale, et s'inquiétant de l'expansion coloniale française et allemande dans la région, il demande au gouvernement britannique d'annexer de nombreuses îles du Pacifique, qui seraient ensuite administrées par des Néo-Zélandais. Il n'obtient que l'annexion britannique des Fidji, en 1874 ; ses visées impérialistes seront réitérées avec plus de succès par le premier ministre Richard Seddon à la fin du siècle,. 
En 1874 et 1875, pour faciliter l'application de ses politiques économiques intérieures, il obtient du Parlement l'abolition des provinces (du Nord puis également du Sud). Désormais, l'autorité politique en Nouvelle-Zélande est centralisée. En 1875, il est fait chevalier de l'ordre de Saint-Michel et Saint-Georges.
Passant de longues visites en Australie, au Royaume-Uni et (dans une moindre mesure) aux États-Unis, Vogel cède temporairement le poste de Premier ministre à Daniel Pollen de juillet 1875 à février 1876, étant absent du pays. Pollen gère les affaires courantes, et restitue à Vogel le titre de Premier ministre à son retour en Nouvelle-Zélande. En août 1876 toutefois, Vogel démissionne, prenant le poste d'« agent général » de Nouvelle-Zélande à Londres. À ce titre, il représente son pays et les intérêts de celui-ci auprès de la métropole impériale (la Nouvelle-Zélande étant un État autonome, de facto quasi indépendant, au sein de l'Empire britannique). À Londres, il gère l'obtention d'emprunts pour la poursuite de ses politiques en Nouvelle-Zélande, ainsi que le recrutement et le voyage de Britanniques bénéficiant d'un financement pour s'installer en Nouvelle-Zélande. Il se présente sous l'étiquette du Parti conservateur aux élections législatives britanniques de 1880, espérant siéger à la Chambre des communes et entamer une carrière politique dans la métropole ; il est toutefois battu. En 1880, le gouvernement néo-zélandais de John Hall le contraint à démissionner du poste d'agent-général, arguant que cette fonction est incompatible avec la tentative de Vogel de se lancer dans les affaires. Durant les trois années qui suivent, Vogel s'investit dans les activités de diverses entreprises, mais y subit d'importants revers financiers. Il retourne en Nouvelle-Zélande en 1884, et revient en politique, principalement pour venir en aide à des entreprises en difficulté dans lesquelles il s'est investi, dans le domaine agricole et des chemins de fer. 
Il retrouve un siège à la Chambre des représentants aux élections de 1884, et est nommé ministre des Finances par le nouveau Premier ministre, Robert Stout. Une nouvelle fois, Vogel est la figure dominante du gouvernement, décrit comme le « gouvernement Stout-Vogel ». Le pays est en récession, et Vogel tente une nouvelle politique de relance, mais cette fois sans succès. En 1887, il introduit au Parlement un projet de loi pour accorder le droit de votes au femmes, là aussi sans succès. Le gouvernement est battu aux élections cette même année, et Vogel devient brièvement chef de l'opposition, face au Premier ministre Harry Atkinson. L'année suivante, toutefois, il quitte définitivement la Nouvelle-Zélande, et retourne au Royaume-Uni,.

## Après la politique
Souffrant de la goutte, passant l'essentiel de son temps en chaise roulante, Julius Vogel prend sa retraite dans le village de Molesey dans le Surrey en Angleterre. Il se remet à l'écriture, publiant de nombreux articles dans la presse, mais aussi un roman futuriste et utopique : Anno domini 2000; or, woman's destiny (L'an 2000 ; ou la destinée de la femme). Publié à Londres en 1889, le roman est un échec sur le plan financier, sans doute en partie à cause de la lourdeur de son style narratif. Vogel y imagine une Nouvelle-Zélande où la pauvreté a intégralement disparu, grâce notamment à un État providence et au développement technologique, et où les principales figures du gouvernement sont des femmes - situation qu'il présente avec approbation. Le livre, publié quatre ans avant que la Nouvelle-Zélande ne devienne le premier pays au monde à reconnaître le droit de vote aux femmes, est réédité en l'an 2000 - date à laquelle la première ministre (Helen Clark), la chef de l'opposition (Jenny Shipley), la présidente de la Cour suprême (Dame Sian Elias) et bientôt la gouverneur générale (Dame Silvia Cartwright) sont toutes des femmes,,. Par ce roman, Vogel est parfois considéré comme un pionnier de la science-fiction dans son pays. Aujourd'hui, le Prix Sir Julius Vogel en Nouvelle-Zélande est décerné chaque année à un auteur de science-fiction, de fantaisie ou d'horreur.
Inquiété par des soucis financiers et de santé, Vogel sombre dans la dépression à la suite du décès de son fils Frank, tué au combat en 1893 lors de la première Guerre ndébélé, guerre coloniale opposant les Britanniques aux Ndébélés du sud de l'Afrique. « Après de nombreuses années de souffrance », tempérées par le soutien de son épouse, Julius Vogel décède à son tour le 12 mars 1899.